# Hockey Club Pontebba Evergreen
L'Hockey Club Pontebba Evergreen è una squadra di hockey su ghiaccio di Pontebba (UD).

## Storia
La squadra nacque di fatto nel 2012 ad opera di alcuni appassionati locali, con l'intento di riunire i giocatori del paese di Pontebba. Sarà tuttavia nell'estate del 2013 che i giocatori fonderanno la società, denominandola evergreen, così chiamata per sottolineare il fatto che si trattava di un team che comprendeva giocatori non più giovani, ma decisi a far nascere una nuova realtà hockeystica nel piccolo centro friulano. L'HC Pontebba Evergreen infatti, a partire dalla successiva stagione 2014-2015 rimarrà l'unico club di Pontebba, dopo che le Aquile FVG, storico club di Pontebba, chiuderanno l'attività. Il nuovo sodalizio inizierà la sua prima stagione hockeystica partecipando proprio ai campionati dilettantistici carinziani, torneo cui s'erano iscritte l'anno precedente le Aquile FVG, dopo i numerosi problemi finanziari che le avevano costrette ad abbandonare il campionato italiano per migrare nel più vicino (e meno dispendioso) campionato dilettantistico austriaco.
Al terzo campionato oltre confine, la squadra friulana vince il torneo di Unterliga West, grazie alla doppia vittoria per 8-1 in casa al PalaVuerich e per 4-3 in trasferta nel palazzetto degli austriaci dell'EHC Oberdrauburg.

## Cronistoria
- 2013 - Fondazione
- 2014-2015 - 3º nel girone centrale della Kärtner Landesklasse - non accede ai play-off
- 2015-2016 - 6° nella Division 2 della Kärtner Landesklasse - non accede ai play-off
- 2016-2017 - 1° nella Unterliga West della Kärtner Landesklasse - accede ai play-off e vince la finale contro l’EHC Oberdrauburg 8-1 in casa e 4-3 in trasferta
- 2017-2018 - 1° nella Intel League della Kärtner League